# Endre Pálfy
Endre Pálfy (n. 12 martie 1908, Toplița, Comitatul Mureș-Turda, Austro-Ungaria – d. 16 noiembrie 1975, Budapesta, Republica Populară Ungară) a fost un scriitor, comparatist și istoric literar român.

## Biografie
A urmat studiile liceale la Târgu Mureș și Facultatea de Filologie a Universității din Cluj. La Paris a obținut în 1931 diploma de profesor în specialitatea română-franceză. În perioada 1941-1944 a funcționat ca director al Liceului de stat din Năsăud unde i-a avut ca elevi pe Ion Oarcasu, Teodor Tanco și Gavril Scridon. După război s-a stabilit în Ungaria, unde a activat ca șef al catedrei de limba română la Institutului Pedagogic din Budapesta.

## Activitate publicistică
- Literatura română a secolului XX, Budapesta, 1957
- Viața și opera lui George Coșbuc, Budapesta, 1973